# Агамі зеленокрилий
Агамі зеленокрилий (Psophia viridis) — вид журавлеподібних птахів родини агамієвих (Orthonychidae).

## Поширення
Вид поширений в Бразилії. Його ареал обмежується річками Амазонка, Мадейра і Токантінс. Мешкає в Амазонському дощовиому лісі.

## Опис
Тіло завдовжки 46-53 см, вага 1-1,5 кг. Оперення чорного забарвлення, лише крила зеленого кольору. На грудях пір'я з синім металевим відблиском. Ноги сірі, дзьоб чорний або темно-сірий.